# Alter Ego (album de Lisa)
Alter Ego este albumul de studio solo de debut al rapperului și cântăreței thailandeze LISA. Lansat pe 28 februarie 2025 de LLOUD și RCA Records, albumul marchează prima lansare solo a LISEI, după ce a plecat de la YG Entertainment și Interscope Records în 2023. LISA a dezvoltat Alter Ego cu o serie de colaboratori, printre care Ryan Tedder, Ilya Salmanzadeh și Max Martin. A fost conceput ca un album de 15 piese care explorează stilurile hip-hop, electropop și trap și are apariții în invitați de la Doja Cat, RAYE, ROSALÍA, Future, Megan Thee Stallion și Tyla. Subiectul albumului explorează personalitatea, faima și succesul LISEI prin prisma diferitelor alter ego-uri.
Alter Ego a primit în general recenzii mixte, criticii lăudând producția pop puternică și versatilitatea, dar criticând lipsa de coeziune și identitate. La lansare, albumul a debutat în primele zece în Australia, Belgia, Franța, Germania, Țările de Jos, Elveția și Statele Unite, în timp ce se află în primele douăzeci în Italia, Japonia, Noua Zeelandă și Regatul Unit.
Albumul a fost susținut de cinci single-uri: „Rockstar”, „New Woman”, „Moonlit Floor (Kiss Me)”, „Born Again” și „FXCK UP THE WORLD ”. Single-ul principal „Rockstar” a ajuns în primele cinci ale Billboard Global 200 și a ajuns în fruntea topurilor din Hong Kong și Malaezia, în timp ce toate single-urile au atins vârful în top 25 din Global 200.